# 春日井町
春日井町（かすがいちょう）は、愛知県春日井市の町名。4の小字が存在する。

## 地理
春日井市西端に位置し、東は宮町・下屋敷町、西は豊山町大字豊場、南は宗法町、北は中町・春日井上ノ町・黒鉾町に接する。
町域西側の一部が小牧基地や県営名古屋空港の敷地に含まれている。

### 小字
- 黒鉾（くろぼこ）
- 土合（どあい）
- 七ツ割（ななつわり）
- 町（まち）

## 世帯数と人口
2022年（令和4年）10月1日現在の世帯数と人口は以下の通りである。
| 町丁     | 世帯数  | 人口  |
| -------- | ------- | ----- |
| 春日井町 | 172世帯 | 355人 |

## 学区
市立小・中学校に通う場合、学区は以下の通りとなる。また、公立高等学校に通う場合の学区は以下の通りとなる。
| 町丁     | 番・番地等 | 小学校                 | 中学校               | 高等学校普通科 |
| -------- | ---------- | ---------------------- | -------------------- | -------------- |
| 春日井町 | 全域       | 春日井市立春日井小学校 | 春日井市立西部中学校 | 尾張学区       |

## 歴史
東春日井郡春日井村を前身とする。江戸期は春日井郡春日井原新田村・長斎新田として存在していた。長斎新田はもと春日井原新田村の一部であった（分村時期不詳）。

### 町名の由来
郡名による。

### 沿革
- 1878年（明治11年） - 春日井原新田村・長斎新田が合併し、春日井村が成立[1]。
- 1889年（明治22年）10月1日 - 町村制施行・合併に伴い、東春日井郡春日井村大字春日井となる[1]。
- 1906年（明治39年）7月16日 - 合併に伴い、勝川町大字春日井となる[1]。
- 1943年（昭和18年）6月1日 - 合併・市制施行に伴い、春日井市大字春日井となる[1]。
- 1948年（昭和23年）1月1日 - 大字春日井の一部より、春日井町が成立。残部が春日井上ノ町・宗法町・下屋敷町・黒鉾町・四ツ家町・新開町・高山町・西高山町・宮町・中町・西屋町・前並町・大手町となり廃止[1]。

## 施設
- 東海プラスチック工業

## 交通

### 鉄道
- 名鉄小牧線 春日井駅 - 駅名は、開業時に所属していた大字春日井による。

### 道路
- 愛知県道27号春日井各務原線
- 愛知県道102号名古屋犬山線

## その他

### 日本郵便
- 郵便番号 : 486-0963[3]（集配局：春日井郵便局[8]）。